# Planeta dinozaurów (film)
Planeta dinozaurów (ang. Planet of Dinosaurs) – amerykański film science fiction z 1978 roku.

## Obsada
- James Whitworth - Jim
- Pamela Bottaro - Nyla
- Louie Lawless - Capitain Lee Norsythe
- Harvey Shain - Harvey Baylor
- Charlotte Speer - Charlotte
- Chuck Pennington - Chuck
- Derna Wylde - Derna Lee
- Max Thayer - Mike
- Mary Appleseth - Cindy

## Dinozaury użyte w filmie
- Tyrannosaurus
- Triceratops
- Stegosaurus
- Allosaurus
- Monoclonius
- Brontosaurus
- Polacanthus
- Ornithomimus